# My Oh My (canción de Ava Max)
«My Oh My» es una canción de la cantante estadounidense Ava Max. Fue lanzada a través de Atlantic Records el 4 de abril de 2024.

## Antecedentes y composición
El 19 de marzo de 2024, Max publicó un fragmento de «My Oh My» en sus redes sociales e indicó que era el comienzo de una nueva era. Luego, anunció la portada y la fecha de lanzamiento de la canción el 26 de marzo. El 28 de marzo, la canción fue presentada en un reel de Instagram publicado por MLB Network para promocionar su cobertura del Día Inaugural de 2024. «My Oh My» fue lanzada para descarga digital y streaming el 4 de abril. Fue escrita por Max, JBach, Sam Martin y su productor Inverness. Es una canción de dance-pop y electropop que utiliza una melodía conocida como el riff árabe en su coro.

## Video musical
El video musical de «My Oh My» fue lanzado junto con la canción. Fue dirigido por Hunter Moreno y coreografiado por Matt Steffanina. En el video, Max y un grupo de bailarines realizan coreografía en un almacén. Más tarde, en el video, ella está rodeada por un grupo de paparazzi que le toman fotos, seguido de una escena en la que baila libremente sobre una mesa en un bar.

## Créditos y personal
Créditos adaptados de Tidal.
- Amanda Ava Koci – voz, compositora
- Charles Nelsen – compositor, productor
- Jonathan Bach – compositor
- Samuel Martin – compositor
- Gian Stone – productor vocal
- Bryce Bordone – ingeniero
- Chris Gehringer – masterizador
- John Hanes – mezclador inmersivo
- Serban Ghenea – mezclador